# Зґожелець (Великопольське воєводство)
Зґожелець (пол. Zgorzelec) — село в Польщі, у гміні Рихталь Кемпінського повіту Великопольського воєводства.
Населення — 124 особи (2011).
У 1975—1998 роках село належало до Каліського воєводства.

## Демографія
Демографічна структура станом на 31 березня 2011 року:
|          | Загалом | Допрацездатний вік | Працездатний вік | Постпрацездатний вік |
| -------- | ------- | ------------------ | ---------------- | -------------------- |
| Чоловіки | 70      | 18                 | 46               | 6                    |
| Жінки    | 54      | 9                  | 37               | 8                    |
| Разом    | 124     | 27                 | 83               | 14                   |